# Ted Platt
Edward Hewitt „Ted“ Platt (* 26. März 1921 in Newcastle-under-Lyme; † 20. September 1996 in Ilford) war ein englischer Fußballtorhüter. Er war Teil der Arsenal-Mannschaft, die 1953 die englische Meisterschaft gewann, blieb jedoch zumeist nur „dritte Wahl“ hinter den bevorzugten Konkurrenten George Swindin und Jack Kelsey.

## Sportlicher Werdegang
Platt wuchs in Gloucestershire auf und machte im Jugendalter als Torhüter in der Reserve von Bath City in der Somerset Senior League auf sich aufmerksam. 1937 schloss er sich dem in der Southern League spielenden Klub Colchester United an, zuvor hatte er eine Probetraining beim FC Portsmouth wegen Heimweh abgebrochen. Bei Colchester blieb er hinter Billy Light auf Einsätze im Reserveteam in der Eastern Counties Football League beschränkt. Anfang Januar 1939 wechselte er im Alter von 17 Jahren zum Erstligisten FC Arsenal. Die Hackordnung bei den „Gunners“ unter dem damaligen Trainer George Allison war klar mit George Swindin als „Nummer 1“ und dem erfahrenen Alex Wilson als sein üblicher Stellvertreter. Platt galt als Option für die Zukunft, die dann wiederum mit weiteren Unklarheiten einherging, da der Ligaspielbetrieb wenige Monate später aufgrund des Ausbruchs des Zweiten Weltkriegs für mehrere Jahre unterbrochen wurde. Bei sogenannten „Kriegsspielen“ stand Platt 33 Mal für Arsenal zwischen den Pfosten, aber vor allem kämpfte er als Soldat mit den Royal Fusiliers in Nordafrika. Dort wurde er 1943 von den italienischen Streitkräften gefangen genommen und nach seiner Befreiung in Tunis ging es in Italien weiter.
In der ersten Nachkriegssaison 1946/47 blieb Swindin Stammtorhüter bei Arsenal, aber Platt durfte ihn erstmals im November und Dezember 1946 verletzungsbedingt für vier Spiele vertreten (das Debüt war ein 4:2 am 16. November 1946 gegen Leeds United). Obwohl Swindin mittlerweile im fortgeschrittenen Fußballeralter war und Platt in den beiden Spielzeiten 1949/50 und 1950/51 insgesamt 36 Ligaspiele bestritt, konnte er sich nicht nachhaltig als Alternative empfehlen. Dazu kam, dass 1949 der neue Trainer Tom Whittaker mit Jack Kelsey einen weiteren (und deutlich jüngeren) Torhüter verpflichtet hatte. In der Meistersaison 1952/53 pausierte Swindin verletzungsbedingt bei zahlreichen Spielen und absolvierte letztlich nur ein Drittel der Ligaspiele. Platt durfte ab Mitte September 1952 drei Partien absolvieren, musste dann aber nach fünf Gegentoren Platz machen für den 22-jährigen Kelsey, der letztlich mit 25 Einsätzen den „Löwenanteil“ auf dem Weg zum Ligatitel für sich beanspruchen konnte.
Kurz nach Beginn der Saison 1953/54 wechselte Platt Anfang September 1953 zum Erstligakonkurrenten FC Portsmouth, bei denen Stammtorhüter Norman Uprichard monatelang ausfiel und rückte für eine Ligapartie gegen den FC Chelsea direkt in die Startelf. Platt blieb bis Saisonende Stammtorhüter, nach der Genesung von Uprichard zur Spielzeit 1954/55 verlor er seinen Platz im Team und kam im Saisonverlauf nur noch zu einem Ligaauftritt.
Nach zwei Jahren in Portsmouth und insgesamt 31 Liga- und 4 Pokalspielen wechselte er in die drittklassigen Third Division South zum FC Aldershot, so seine Karriere in der Football League nach genau 100 Ligaspielen ihren Abschluss fand. Nach einer Auseinandersetzung in der Umkleidekabine mit seinem Mitspieler Len Gaynor wurde er bereits im November 1955 in die Southern League zu Worcester City transferiert, wo er seinen Portsmouth-Mannschaftskameraden Charlie Dore im Tor ersetzte. Bis zum Ende der Saison 1956/57 kam er zu insgesamt 60 Pflichtspieleinsätzen für Worcester, bevor er zu Ashford Town (Kent) in die Kent League weiterzog.
Er verstarb am 20. September 1996 im Alter von 75 Jahren im Osten Londons in Ilford.